# Bolitoglossa ramosi
Bolitoglossa ramosi (tên tiếng Anh: Salamandra Manchada) là một loài kỳ giông thuộc họ Plethodontidae.
Đây là loài đặc hữu của Colombia.
Môi trường sống tự nhiên của chúng là vùng núi ẩm nhiệt đới hoặc cận nhiệt đới, đất canh tác, vùng đồng cỏ, vườn nông thôn, và các vùng đô thị.

## Hình ảnh

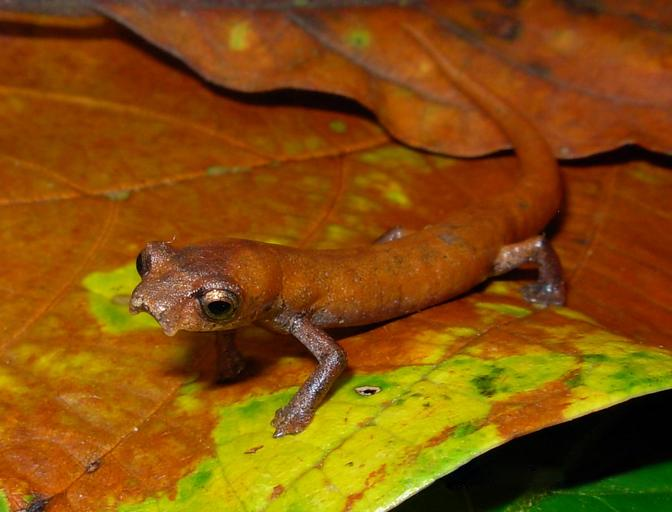
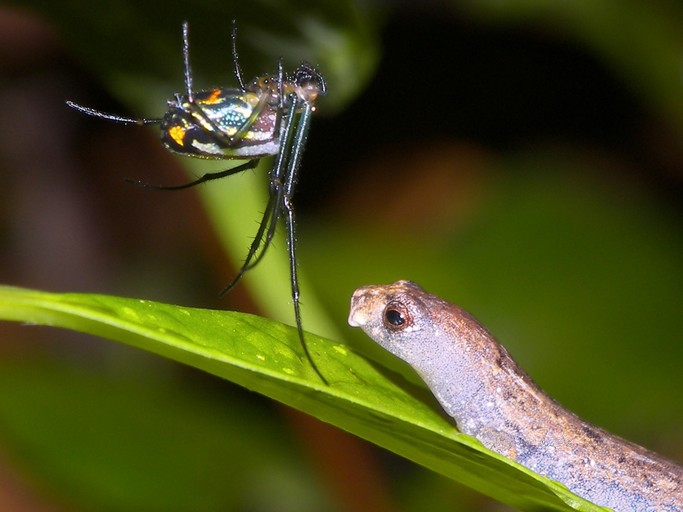